# Księga Omniego
Księga Omniego [Omn] –  w religii mormońskiej jedna z najkrótszych ksiąg wchodzących w skład Księgi Mormona. Zdaniem mormonów autorem jest Omni, syn Jaroma.
Księga Omniego znajduje się między Księgą Jaroma, a Słowami Mormona, składa się jedynie z 30 wersetów.
W Księdze Omniego zostają opisani dwaj królowie: Mosjasz i Beniamin. Według chronologii Księgi Mormona historia opisana w Księdze Omniego rzekomo rozgrywać się w latach 361–130 p.n.e.